# Cornelis van Doorn
Cornelis Johannes van Doorn (Japans: コルネリス・ヨハネス・ファン・ドールン) (Hall, 5 januari 1837 - Amsterdam, 24 februari 1906)  was een Nederlandse ingenieur en o-yatoi gaikokujin die in Japan nog steeds bekend is als een van de Watermannen vanwege zijn waterstaatkundige werken, zoals de aanpassing van verschillende rivieren en havens.

## Leven
Cornelis Johannes van Doorn werd in 1837 geboren in Hall (bij Brummen) als zoon van dominee P.W. van Doorn en C.J. Heylidy. Van Doorn studeerde aan de technische school van Dr. Grothe in Utrecht en vervolgens aan de Koninklijke Academie te Delft. Hij behaalde in 1860 zijn diploma als civiel ingenieur. Van Doorn bleef ongehuwd. Hij overleed in 1906 in Amsterdam, waar hij ligt begraven op de Nieuwe Oosterbegraafplaats.

## Werken
Direct na zijn afstuderen vertrok Van Doorn naar Java om daar onder leiding van T.J. Stieltjes mee te werken aan het ontwerpen van een spoorwegnet. In 1863 keerde hij terug naar Nederland en werd geplaatst onder leiding van N.T. Michaelis bij de aanleg van de Staatsspoorwegen in Noord-Holland. Vanaf maart 1865 werd hij geplaatst onder de leiding van Justus Dirks en Johan van Gendt als ingenieur bij de aanleg van het Noordzeekanaal en belast met de aanleg van de sluizen, het stoomgemaal en de afsluitdijk van het IJ bij Schellingwoude.
In 1871 werd Van Doorn uitgenodigd door de Japanse overheid om daar als deskundige in dienst te treden. Onderbroken door een verlofjaar verbleef hij daar van 24 maart 1872 - 22 juli 1880 en was betrokken bij projecten op het gebied van havenaanleg en rivierverbetering bij Edo (waterpassing); Inawashiro-meer (irrigatiekanalen/tunnels; Kitakami kanaal (werkzaamheden kanaal); Minato (rivierverbetering); Nobiru/Sendai (havenaanleg); Osaka (havenplan); Tomei-kanaal (verbetering kanaal); Tone (rivierverbetering);  Yokohama (havenplan). In 1872 vertrok hij samen samen met Isaac Lindo die hem tot 1875 vergezelde. Van 1873 tot 1878 waren  George Escher en Alphonse Thijssen zijn collega. Vanaf 1872 was Johannis de Rijke op verzoek van Van Doorn toegevoegd; deze bleef tot 1903 in Japan. De persoonlijke verhouding tussen Lindo en Van Doorn was niet goed.
In de beginjaren werden ook een paar technische handleidingen in het Japans door Van Doorn geschreven, zoals "Een algehele inleiding over waterbouwkunde" (Jusui Sōron), "Waterbouwkundig compendium" (Jisui Yōmoku) en "Korte inleiding over dijken" (Teibō Shōkai). 
Vanwege het gebrek aan data begonnen zij met het doen van metingen. Voor dit doel heeft Lindo ook het “Tokyo-peil” vastgesteld. De rivier verbeteringen bestonden vooral uit de aanleg van rivierkribben. Van Doorn zag dat er voldoende geschikt Japans personeel was voor de aanleg hiervan, maar er was geen voorman. Er is daarom een aantal keer een Hollandse werkbaas overgekomen om dit soort werk te leiden (Johannes Westerwiel en Dirk Arnst in 1873, Josinus Kalis in 1878 en Arie van Mastrigt in 1879).
Na de eerste verbeteringswerken van de rivieren Yodo (ten tijde van Van Doorn werd dit gespeld als Yedo) en Tone werd er in die eerste periode het plan gemaakt voor de verbetering van de haven van Osaka, deze werken zijn door geldgebrek toen niet uitgevoerd. Verder werd toen de rivier de Minato genormaliseerd.
Tijdens zijn verlof in Nederland van 1875-1876 is een aanvang gemaakt met de watervoorziening voor de irrigatie van de Asaka vlakte, indertijd een door watergebrek onvruchtbaar gebied, met water uit het meer Inawashiro. Het plan hiervoor had hij voorafgaand aan zijn verlof al gemaakt. Hij maakte daarbij gebruik van de natuurlijke daling van het land voor de toevoer van water over een traject van 52 kilometer. Dit maakte ook de ontwikkeling van Koriyama mogelijk, van een plaats van slechts enkele duizenden inwoners tot de huidige stad met circa 350.000 inwoners. Hiervoor was ook de aanleg van een tunnel nodig.
In 1880 keerde hij terug naar Nederland, omdat het werk in Japan feitelijk overgenomen werd door de Engelsen. In 1883 werd hij door het ministerie van koloniën gevraagd om wat onderzoek te doen naar werken op Curaçao. Hij ontwierp een pier voor de Sint Annabaai en voor een verruiming van de ingang van die baai. Hier schijnt een verslag van te zijn. Op de terugreis bracht hij op verzoek van de Nederlandse Handelmaatschappij een bezoek aan Suriname om de mogelijk van verbetering van een spoorlijn op een suikerplantage te onderzoeken.
Hij was betrokken bij de oprichting van de  Hollandsche maatschappij tot het maken van werken in gewapend beton, en werd president-commissaris van dat bedrijf.

## Publicaties
Er zijn weinig publicaties bekend; hij schreef o.a. in het Handboek der Waterbouwkunde (onder redactie van N.H. Henket) het hoofdstuk Wegen.

## Eerbetoon

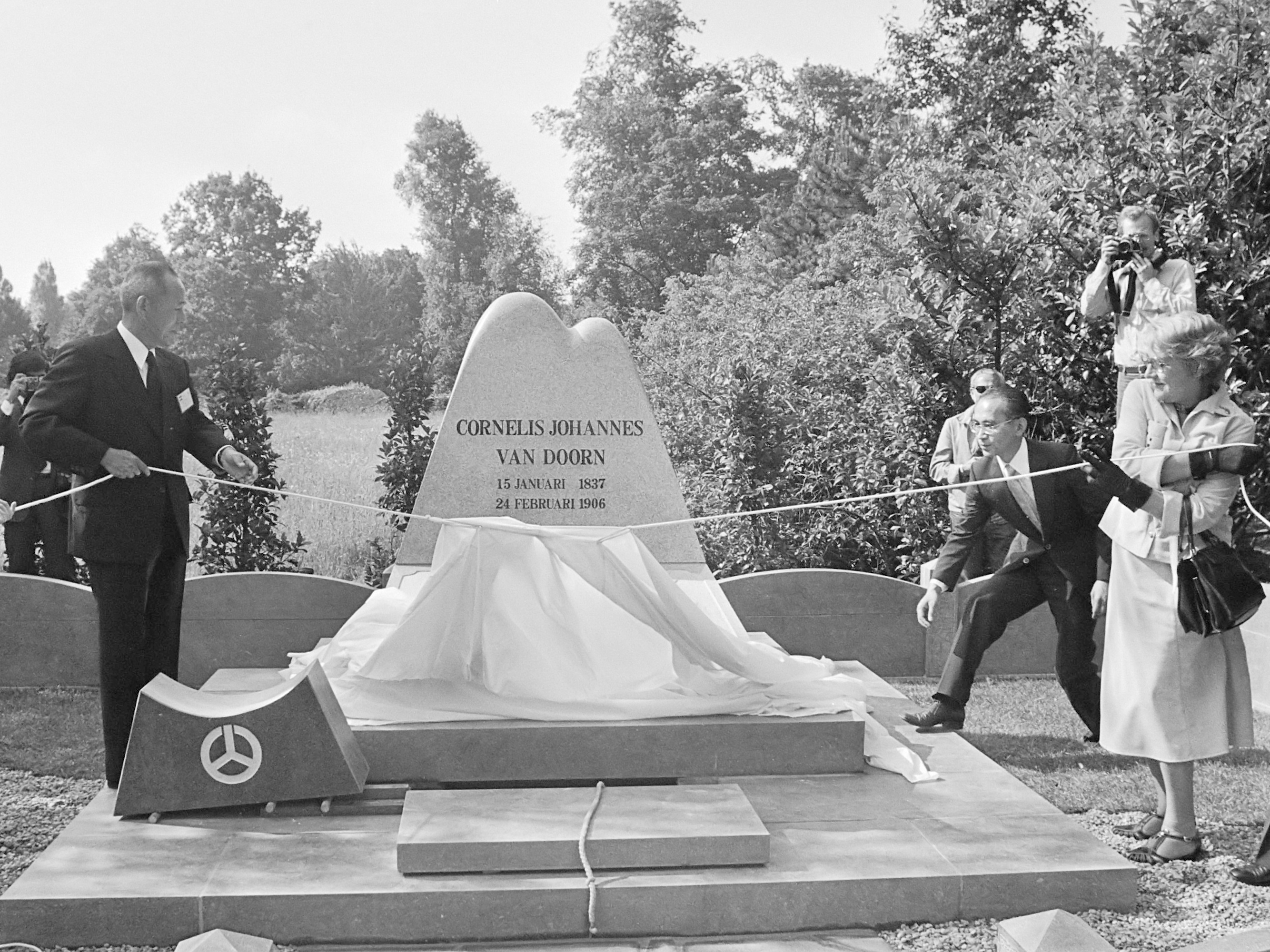
De nieuwe gedenksteen op het graf van ir. van Doorn wordt onthuld (1979)

Vanwege de betekenis van Van Doorn voor de waterbouwkundige werken in de omgeving van de Japanse stad Koriyama bestaat er sinds  27 juni 1988 een vriendschapsband tussen de gemeente Brummen, waarin zijn geboorteplaats Hall is gelegen, en deze Japanse stad. In oktober 1998 werd in Hall in het plantsoen op de hoek Hallseweg - Domineeskamp een Japanse kers (Somei Yoshino) geplant ter gelegenheid van het tienjarig bestaan van de vriendschapsband. In september 2001 werd nabij de Hervormde Kerk een herdenkingsteken onthuld, dat de banden van het dorp Hall en Van Doorn enerzijds en de betrekkingen tussen de gemeente Brummen en Koriyama anderzijds symboliseert.
Bij het Asaka-kanaal staat een levensgroot bronzen standbeeld van Van Doorn bij de brug met de zestien sluizen. De geschiedenis van het Asaka-kanaal is in april 2016 aangewezen als Japan Heritage door de Agency of Cultural Affairs van de Japanse overheid.
Door de stad Koriyama werd in 1979 op de Nieuwe Oosterbegraafplaats te Amsterdam het Grafmonument van Cornelis van Doorn geplaatst.

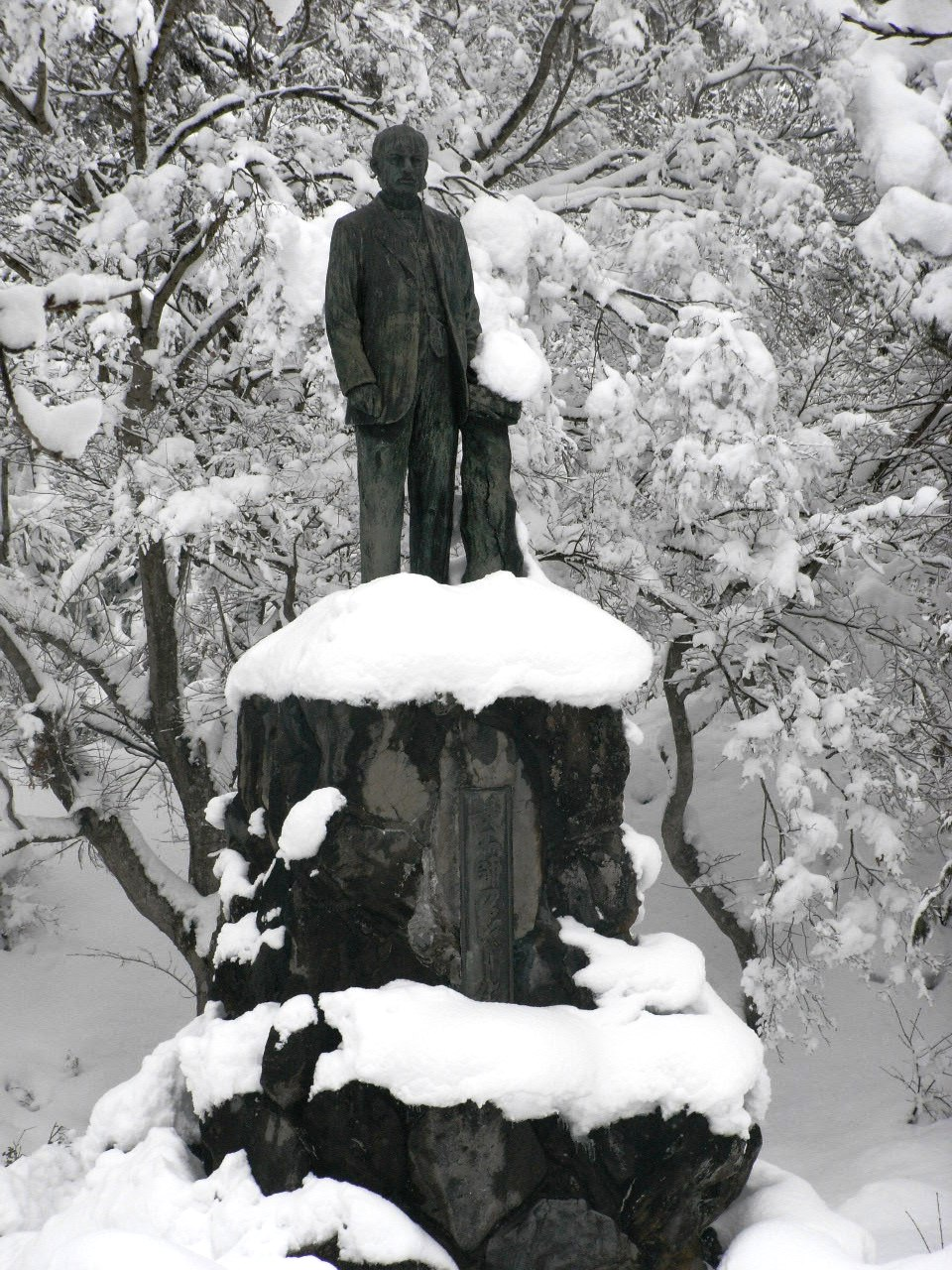
Standbeeld van Cornelis van Doorn bij het Asaka kanaal
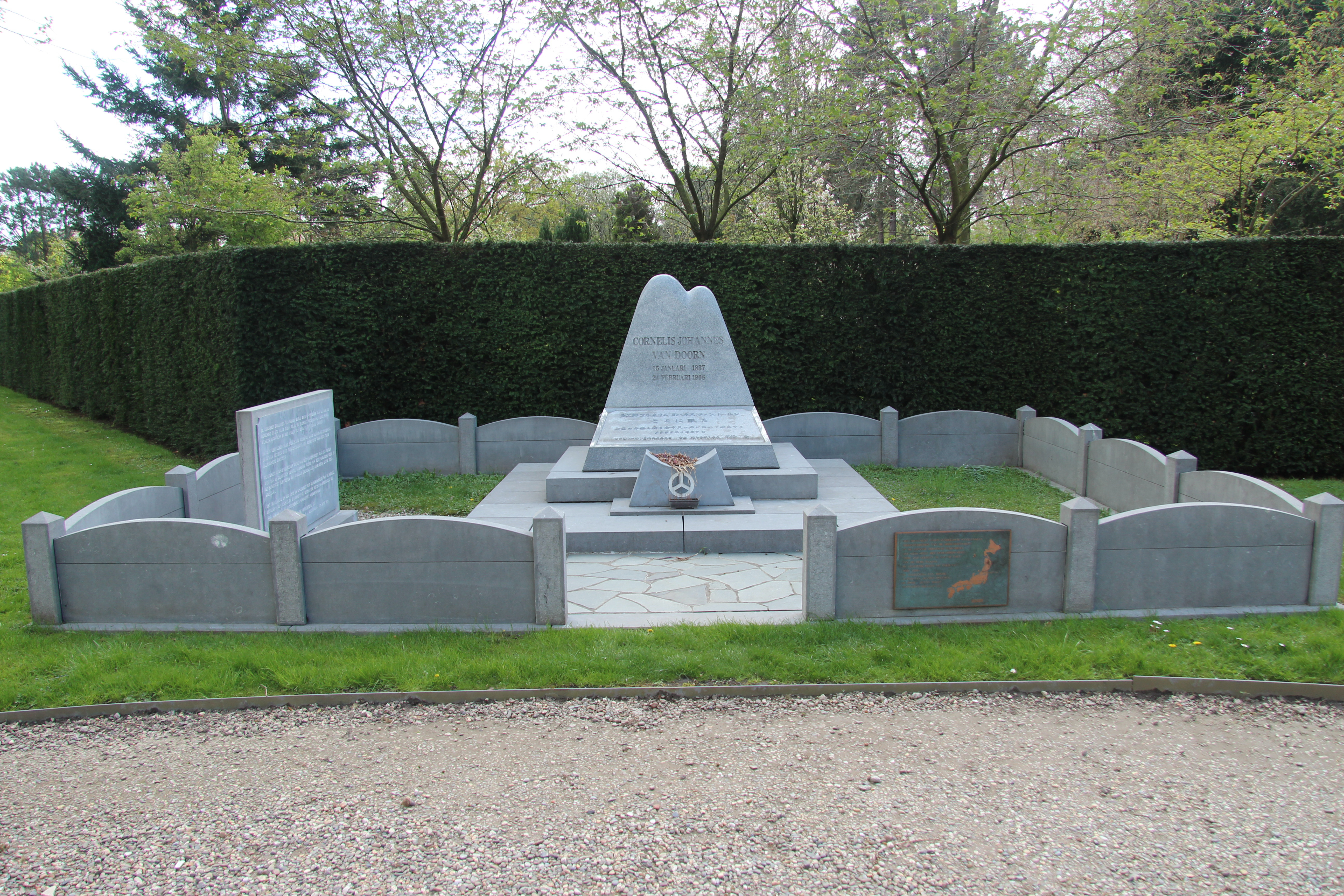
Grafmonument voor Cornelis van Doorn
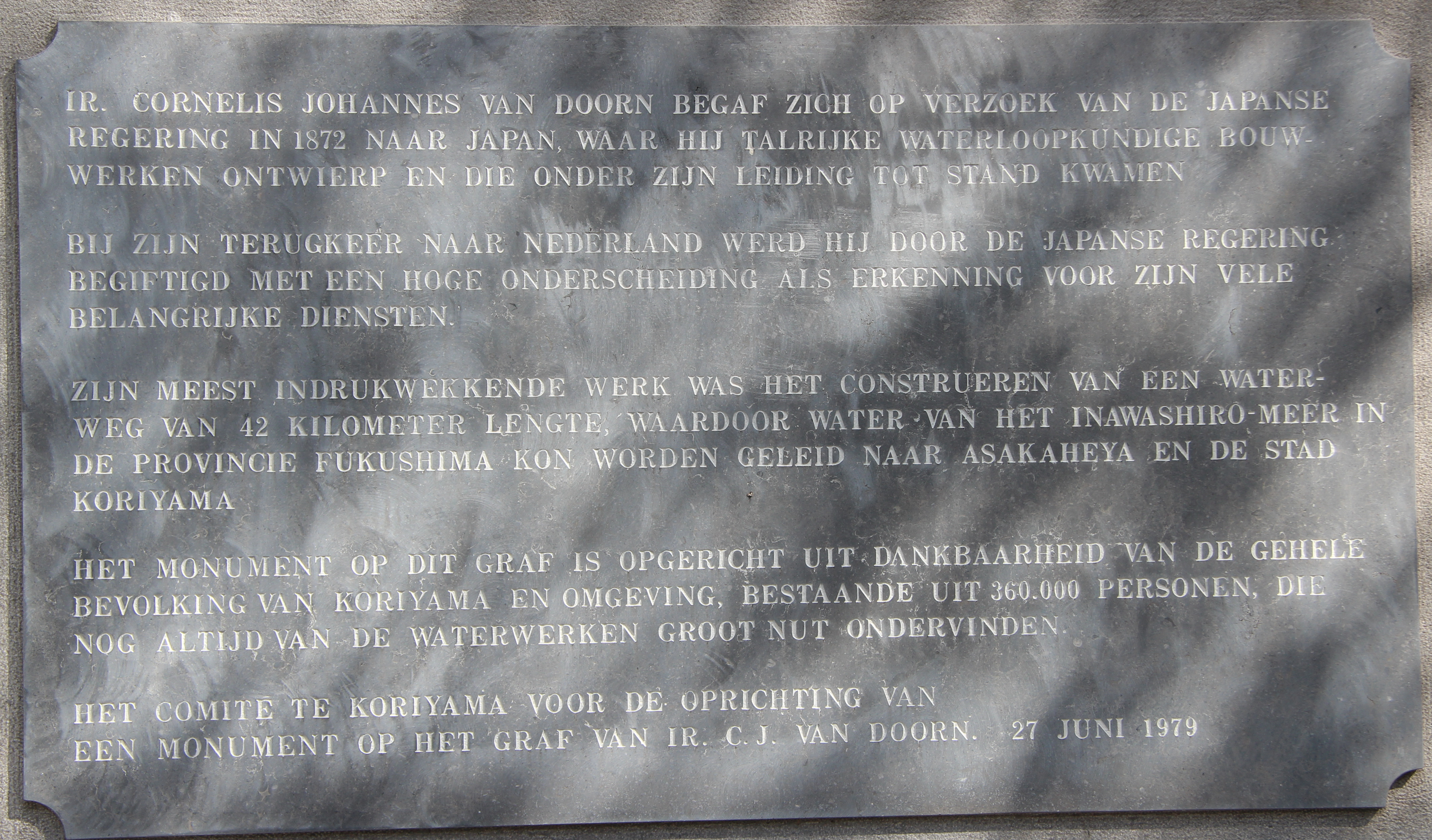
1e plaquette bij het graf van Cornelis van Doorn
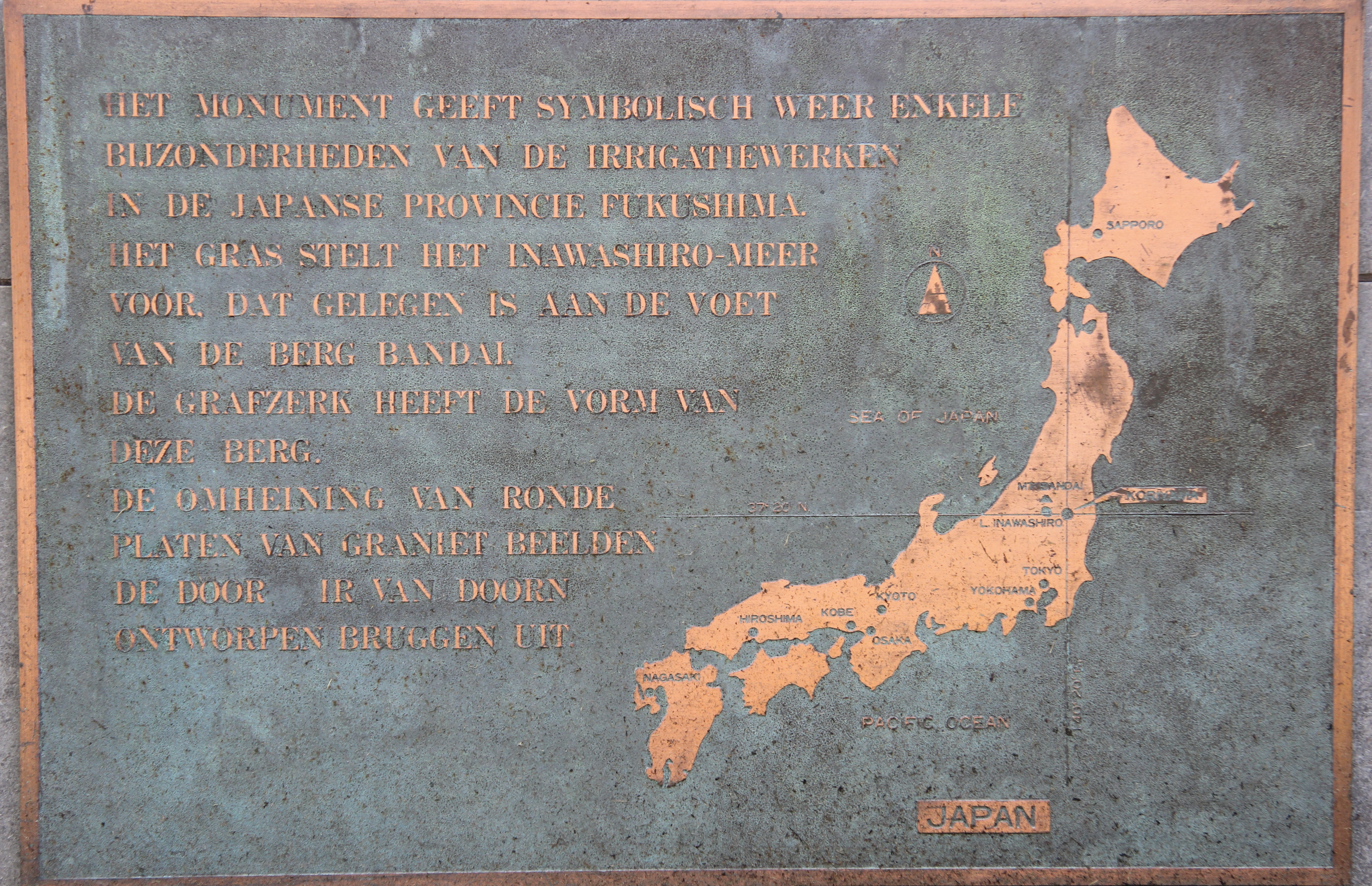
2e plaquette bij het graf van Cornelis van Doorn
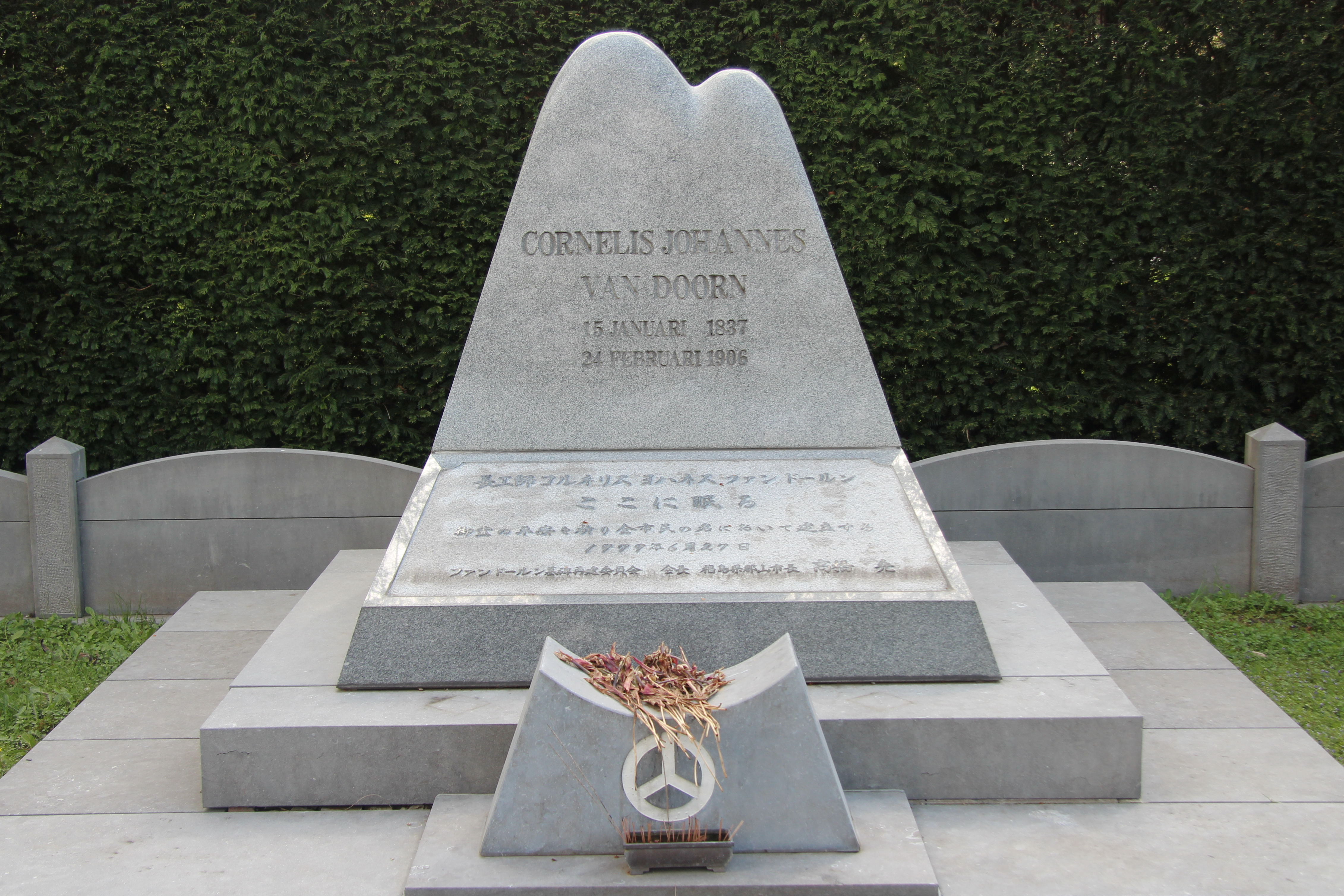
Grafsteen van Cornelis van Doorn
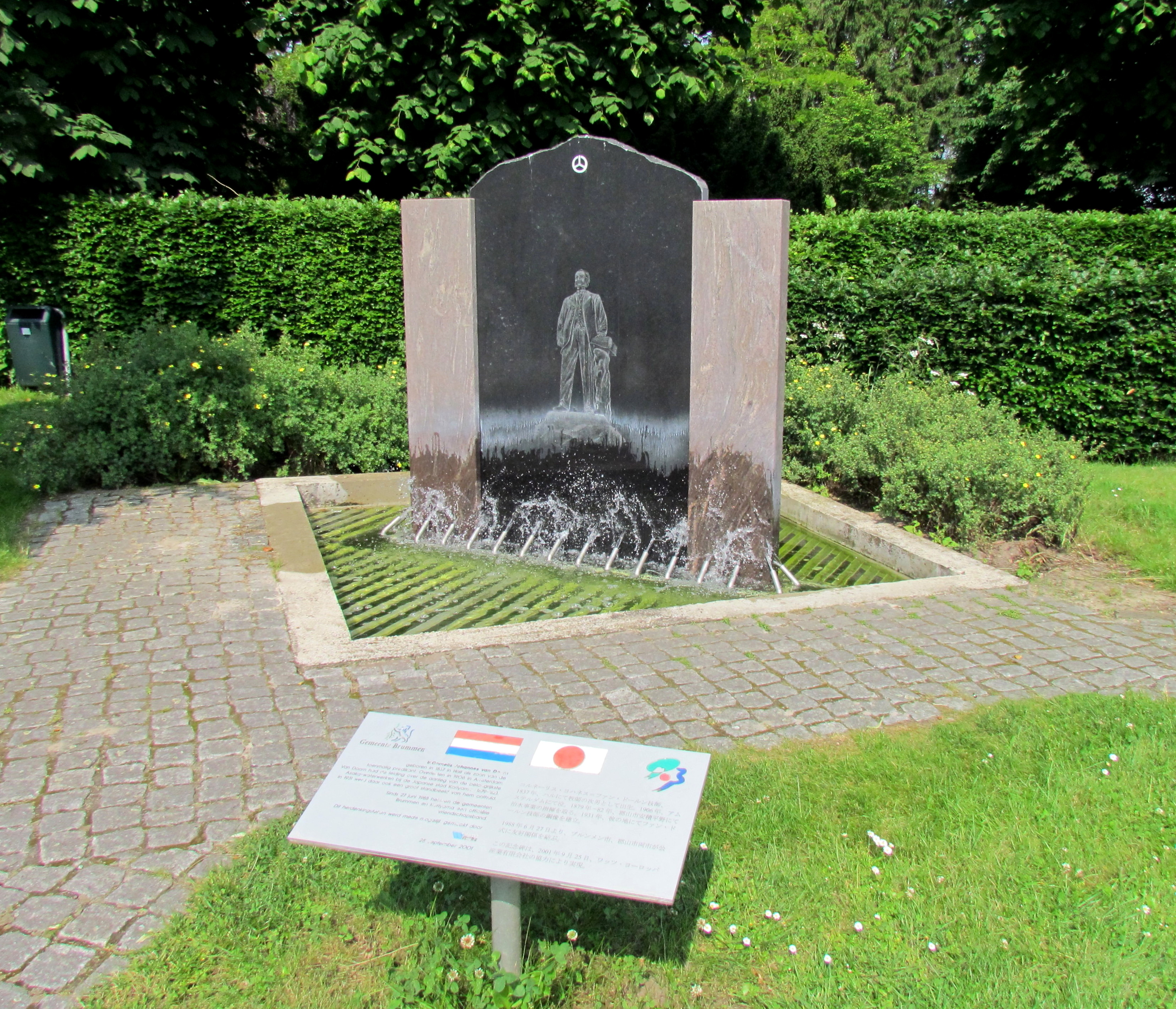
Monument in Hall

## Ookawa Kitaroo
Vlak bij het graf van Cornelis van Doorn staat het Grafmonument van Ookawa Kitaroo, die in 1863 naar Nederland werd gezonden om kennis en ervaring op te doen op het gebied van de bouw van marineschepen, maar in 1865 overleed aan hepatitis. Ook zijn graf wordt nog regelmatig bezocht.
- Biografisch Portaal: 69270800
- International Standard Name Identifier: 0000 0003 9388 6252
- Bibliotheek van het Japanse parlement: 00476510
- Nederlandse Thesaurus van Auteursnamen: 273432702
- Virtual International Authority File: 288268116
- WorldCat: E39PBJmTpBC9gWffmJhrqKh8md